# Fokker E
Fokker E ali Fokkerjev enokrilnik (E je oznaka za enokrilnik - nemško: Eindecker) je eno najbolj razvpitih letal prvega, začetnega obdobja bojev v zraku, ki se je odvijalo le desetletje potem, ko sta brata Wright opravila znameniti prvi polet s motornim letalom.
Konstrukcija nizozemskega letalskega inženirja, ki je delal v Nemčiji, Anthonyja Fokkerja je v rokah nemških pilotov gospodarila v zraku zahodnega bojišča prve svetovne vojne v tolikšni meri, da je to obdobje v analih zračnega vojskovanja znano kot »fokkerjeva šiba božja«. Šlo je za čas druge polovice leta 1915 in prve mesece leta 1916.
Obstajale so štiri verzije enokrilnika, od E.I do E.IV, kasneje pa je Fokker napravil še model E.V, ki pa je bil povsem nova stvaritev in ga ne gre mešati s prvimi verzijami, čeprav je šlo tudi v tem primeru za enokrilnega lovca.

## Razvoj letala
Zgodba tega stroja je tesno povezana z iznajdbo naprave, ki omogoča streljanje skozi polje letalskega vijaka (propelerja). S težavo se je ukvarjala vrsta inženirjev iz različnih držav, vendar neuspešno. Leta 1915 je lastno rešitev izdelal in preskusil Roland Garros, znani francoski predvojni letalec, ki je aprila tega leta z njo uspešno sestrelil pet letal. Svet je tako dobil novega junaka, letalskega asa in pa novo orožje; sinhroninizirano strojnico. Na Garrosovo žalost pa je še istega meseca moral zasilno pristati med nemškimi jarki in sprejeti usodo vojnega ujetnika, kar je tudi ostal do konca vojne. Vendar pa Nemci niso dobili samo dragocenega ujetnika, pač pa še veliko večji plen; lahko so si ogledali v čem je skrivnost nove smrtonosne iznajdbe. Tu nastopi konstruktor Anthony Fokker, ki so mu zaupali proučitev naprave. V nekaj naslednjih dneh je flamski inženir izdelal novo, izpopolnjeno in jo tudi preskusil na enem izmed svojih predvojnih letal, lahkem enomotornem, enosedežnem enokrilniku M 5K, ki so ga do tedaj uporabljali za neoborožene opazovalne naloge. Tako je nastal Fokker E »eindecker« (enokrilnik), iz nenevarnega izvidnika nad bojiščem do pravega lovca,  katerega namen je zalezovati in pregnati ostale udeležence v zraku.
Letalo je bilo tudi konstrukcijsko dokaj napredno za tisti čas; trup je bil izdelan iz jeklenih varjenih cevi in ne več leseno, kot je bilo običajno do takrat, pred sedežem je bila privarjena piramida, ki je služila za sidrišče napenjalnih vrvi do kril, ki so bila normalno da lesena.
Poleti tistega leta je Fokker sam preskusil prvi tip letala imenovan »E I«. Opremil ga je s strojnico parabellum kalibra 7,92 mm, poganjal pa ga je 7-valjni motor oberursel U O z močjo 80 konjskih sil. Kmalu pa ga je zamenjal z izboljšanim drugim modelom E II, ki je imel močnejši motor oberursel U I s 100 KM. Izdelali so le 23 primerkov in ga po več manjših izboljšavah preimenovali v E III, tretji model, ki so jih naredili 249 in veliko večino njih poslali na zahodno fronto, kjer so jih spomladi 1916 imeli v boju že prek sto. Obstajal je še E IV, ki so ga izdelali v majhnem številu in se ni obnesel, je pa zanimiv ker je imel za tedanje razmere izredno močno oborožitev kar treh mitraljezov. Četrti tip letala je bil poskus podaljšanja življenjske dobe, ki se mu je po začetnem šoku za zaveznike začela naglo izstekati in se je zgolj po enem letu več ni dalo daljšati saj je bilo letalo že zastarelo, potem ko so mu nasproti postavili nove konstrukcije z novimi idejami, močnejšimi motorji...
 Tako je po dobrem letu dni in 416 izdelanih primerkih, Fokker opustil razvoj enokrilnika in se posvetil drugim rešitvam, ki mu bojo prav tako prinesle slavo in zaslužek, kot so mu pri tem letalu, ki je zapisano v zgodovino kot prvo pravo serijsko lovsko letalo.

## Bojna uporaba

### Gospodar bojišča
Poleti 1915 so prvi primerke letala dobili nekateri piloti na bojišču in takoj zelo agresivno nastopili z njimi nasproti povsem nepripravljenim francoskim ter angleškim letalcem, med katerimi so takoj padle prve žrtve. Že na svojem tretjem poletu z novim letalom je svojo prvo zračno zmago dosegel Oswald Boelcke, nasledni dan pa se mu je pridružil Max Immelmann. Oba nemška pilota sta v kratkem času zaslovela tako doma kot pri svojih nasprotnikih, in ko se jima je pridružilo vse več vrstnikov (med drugim Otto Parschau in Kurt Wintgens ) je postal zrak nad jarki prve svetovne vojne prav tako smrtonosen za zavezniška letala kot za pehoto spodaj. Prvič v zgodovini vojskovanja je prišlo do bojev za zračno prevlado, v kateri so se nemški piloti izkazali v tolikšni meri, da poznamo obdobje od jeseni 1915 do spomladi 1916
kot obdobje »fokkerjeve šibe božje« (angleško: Fokker scourge ), letala kot na primer britanski B.E. 2 pa za »fokkerjevo topovsko hrano« ali  »fokker futr«.

### Konec prevlade
Na pomlad leta 1916, za časa velikih bojev pri Verdunu so na francoski strani začeli uporabljati malega lovca Nieuport 11 Bebe, ki se je izkazal kot odlično letalo za bojevanje v zraku. Nemški piloti, ki so bili do tedaj gospodarji položaja v zraku, so se začeli počutiti ogrožene. Da je bila zadeva še slabša pa se je model Fokker E IV izkazal za udarec mimo saj je bil pretežak in se ni mogel kosati z izjemno okretnim francoskim letalom. Da pa je bila stvar za nemce še slabša so poskrbeli britanci s svojim Airco DH-2, ki je prišel malo zatem. Za nemško poveljstvo, ki ga je obdobje fokkerjeve prevlade uspavalo, je bilo najslabše to, da ni imelo odgovora za novonastalo situacijo. Že omenjeni E IV je bil za boje neprimeren in so se mu odpovedali. Drugih letal pa še ni bilo, novi Halberstadt D II je prišel šele sredi poletja, do prevlade Albatrosovih lovcev pa je bilo še mesece daleč. Tako je moral enokrilnik vdržati še nekaj časa preden so mu lahko dostavili dostojnega naslednika. Do katastrofe je prišlo 18. junija 1916, ko je v boju z britanci bil ubit Max Immelmann. Bilo je samo vprašanje časa kdaj se bo zgodilo kaj podobnega saj enokrilnik res ni mogel več držati koraka z boljšimi nasprotniki. Tako je sredi leta 1916, skoraj točno leto dni po prihodu, zaključil svojo zgodbo fokkerjev enokrilnik.

## Izpeljanke
Izdelali so 416 takšnih letal v petih izpeljankah, prvi preizkusni in nato štirih serijskih verzijah. Največ, 249, je bilo izpeljank E.III.
| Izpeljanka | Št. izdelanih | Leto izdelave |
| ---------- | ------------- | ------------- |
| M.5 K/MG   | 5             | 1915          |
| E.I        | 68            | 1915          |
| E.II       | 49            | 1915- 16      |
| E.III      | 249           | 1915- 16      |
| E.IV       | 49            | 1916          |